# Movisie
Movisie is een Nederlands landelijk kennisinstituut dat onderzoek doet naar sociale vraagstukken. Daarin werken ze samen met de overheid en maatschappelijke organisaties. De organisatie is een stichting en is gevestigd in Utrecht.

## Organisatie
De leiding wordt gevoerd door een raad van bestuur en drie directeuren. Voorzitter van de raad van bestuur is Janny Bakker-Klein. Algemeen directeur is Lou Repetur en Silvie Jansen is bestuurder. 
Hans Spekman is sinds oktober 2024 voorzitter van de raad van toezicht.

## Onderzoek
Movisie heeft onder andere onderzoek gedaan naar genderdiversiteit op de werkvloer, intersekse-variaties, zelfmoord onder Marokkaanse, Turkse en Hindoestaanse meiden, seksueel geweld in religieus en cultureel traditionele omgevingen, het VN-verdrag handicap, institutioneel racisme en de acceptatie van lhbtiqa+ personen.

## Publicaties
Movisie publiceert geregeld artikelen en tijdschriften, digitaal en op papier, bijvoorbeeld in het eigen tijdschrift Movisies en in andere tijdschriften, zoals het tijdschrift voor Sociale Vraagstukken. 

## Samenwerkingsverbanden
- Kennisplatform Inclusief Samenleven - een samenwerkingsverband van het Verwey-Jonker Instituut en Movisie
- Platform Werk Inclusief Beperking - een samenwerkingsverband van het Verwey-Jonker Instituut, de Goldschmeding Foundation[13] en Movisie[13]
- WijkWijzer - een samenwerkingsverband van het Verwey-Jonker Instituut, Platform31, het CCV, LSA, LPB en Movisie.